# Inflation
Inflation er et makroøkonomisk fænomen, der henviser til en løbende generel stigning i priserne på varer og tjenesteydelser. Det modsatte fænomen, hvor priserne generelt falder, kaldes deflation.
Inflation er et karakteristisk træk ved moderne pengebaserede økonomier. Inflation kan både indebære fordele og ulemper, og en moderat og forudsigelig inflation anses normalt ikke for at være et samfundsøkonomisk problem - tværtimod bygger de fleste landes økonomiske politik på et stabilt moderat inflationsniveau. For høj og især ustabil inflation kan imidlertid medføre store skader.
Danmark og mange andre lande gennemlevede en højinflationsperiode i 1970'erne og 1980'erne, der blev efterfulgt af en lang årrække med lav og stabil inflation. I 2021-2022 steg inflationen imidlertid igen kraftigt som følge af en kombination af flere årsager. Det har medført, at inflationsbekæmpelse igen er blevet et centralt mål for den økonomiske politik.

## Etymologi
Ordet inflation kommer fra det latinske ord inflatio, som er dannet af inflare "oppuste", sammensat af in og flare "blæse". Ordet optræder i førsteudgaven af Salmonsens Konversationsleksikon fra 1893, dog ikke i et selvstændigt opslag, men i en artikel om "inflationister", en amerikansk politisk gruppering i under og efter den amerikanske borgerkrig.

## Årsager
Prisudviklingen på enkelte varer vil afhænge af udbuds- og efterspørgselsforholdene på varens marked. Såvel en stigende efterspørgsel, f.eks. på grund af højere indkomster, som et lavere udbud, f.eks. på grund af stigende produktionsomkostninger, kan medføre en stigning i varens pris (på engelsk taler man om demand-pull og cost-push-faktorer som forklaringer på prisstigninger). Generelle (gennemsnitlige) prisstigninger i hele økonomien vil derfor tilsvarende afhænge af økonomiens aggregerede efterspørgsels- og udbudsforhold. Dermed kan beslutningstagerne påvirke og styre inflationen ved f.eks. at påvirke økonomiens samlede efterspørgsel. Det er netop dette, der foregår, når man fører aktiv finans- eller pengepolitik.
I de fleste lande og valutaområder er det centralbanken og dermed pengepolitikken, der tillægges ansvaret for at fastholde en lav og stabil inflation. I de lande/valutaområder, hvor valutakursen ikke forsøges fastholdt i forhold til andre valutaer, sker dette direkte, ofte ved at centralbanken har en eksplicit inflationsmålsætning, der tilsiger, at inflationen skal ligge på et bestemt niveau eller indenfor et bestemt interval. I et land som Danmark, der fører fastkurspolitik, sker det indirekte. En konsekvens af fastkurspolitikken er nemlig, at man i det lange løb vil få samme inflation som det valutaområde, man fører fastkurspolitik i forhold til. Danmark vil med sit fastkurssamarbejde dermed importere inflationsniveauet i Euroland. Hvis inflationen her er lav og stabil, vil Danmarks inflationsniveau altså også være det.
I praksis spiller de økonomiske aktørers forventninger til den fremtidige inflation ofte en vigtig rolle for, hvor stor den faktiske inflationsudvikling bliver. Inflationsforventninger er altså langt hen ad vejen selvopfyldende. Derfor spiller påvirkningen af befolkningens inflationsforventninger en vigtig rolle for en succesfuld pengepolitisk strategi. Det medfører blandt andet, at centralbankens troværdighed er en meget vigtig parameter for de fleste centralbanker.
I økonomiske lærebøger på begynderniveau forklares den langsigtede udvikling i inflationen ofte ud fra kvantitetsteorien, ifølge hvilken inflationen på lang sigt er lig med væksten i pengemængden (som typisk antages bestemt af centralbanken). Denne forklaring passer meget godt med ovenstående beskrivelse. Dog er pengemængden typisk ikke et vigtigt styringsmiddel for de fleste centralbanker i dag, som snarere bruger renteændringer til at fremme deres politik.
Undertiden ser man det fænomen, at virksomheder i stedet for at hæve prisen på en vare formindsker indholdet, men opretholder det samme prisniveau. Denne skjulte form for inflation, hvor prisen pr. kilo, liter e.l. altså stiger, men ikke den officielle pris på en enhed af varen, kan benævnes skrumpeflation.

## Måling
Inflation måles som regel ved en inflationsrate (π), der angiver, hvor stor ændringen i priserne fra det forrige år ({\displaystyle P_{-1}}) til det nuværende år ({\displaystyle P_{0}}) er i procent af forrige års priser, hvilket kan udtrykkes i følgende ligning:
{\displaystyle {\text{inflationsrate}}={\frac {P_{0}-P_{-1}}{P_{-1}}}\times 100\%}
Prisniveauet P repræsenterer her et prisindeks. Prisindeksene udregnes ved hjælp af forskellige "varekurve", der udgøres af en række varer, der er centrale for enten forbrugerne, producenterne eller andre grupper. Når man taler om inflation i al almindelighed, tænkes ofte på udviklingen i forbrugerprisindekset, (ofte forkortet CPI efter engelsk Consumer Price Index), som måler udviklingen i detailpriserne (de priser, forbrugerne møder i butikkerne) inklusive indirekte skatter.
Der findes også forskellige andre prisindeks, således
- Nettoprisindekset, som måler detailpriserne eksklusive indirekte skatter.
- Engrosprisindekset, som opgør priserne i første omsætningsled.
- Råvareprisindekset, som omfatter importerede uforarbejdede råvarer.

I Danmark beregnes disse indeks alle af Danmarks Statistik. På vegne af Eurostat beregner Danmarks Statistik også udviklingen i den danske udgave af HICP-indekset (Harmonized Index of Consumer Prices). Det er et forbrugerprisindeks, som beregnes efter fælles EU-harmoniserede regler. Der er dog kun mindre forskelle mellem beregningen af CPI og HICP. Det er udviklingen i HICP-indeksene i Euroland, der er grundlaget for ECB's pengepolitik. Ligeledes indgår HICP-inflationen i konvergenskravene i EU: Inflationen i et medlemsland, der tilslutter sig eurozonen, må ikke afvige stort fra de øvrige medlemslandes inflation.
Inflationstal kan svinge på grund af særlige forhold som olieprisfluktuationer og bevægelser i fødevarepriserne som følge af specifikke høstforhold, som ikke er så vigtige for at vurdere den langsigtede inflationsudvikling. Derfor beregner man ofte en såkaldt kerneinflation, der angiver prisudviklingen renset for prisudviklingen på energi og ikke-forarbejdede fødevarer.

## Inflation i Danmark
I figuren til højre ses udviklingen i den danske inflation fra 1900 til 2012. Den gennemsnitlige årsinflation 1900-2012 har været på 4,0 %, men der har været store udsving over tid. Det ses således, at der både under og efter 1. verdenskrig og under 2. verdenskrig var nogle år, hvor inflationen lå mellem 15 og 25 %. Til gengæld var der i både 1920'erne og 1930'erne flere år med en kraftig deflation. Siden 2. verdenskrig har prisstigningerne altid været positive, og i 1970'erne og 1980'erne var inflationen typisk et godt stykke større end 5 %. I perioden 1990-2021 havde Danmark imidlertid en ret lav og stabil inflation; den gennemsnitlige årlige inflation 1990-2012 var 2,2 %, og 2013-2020 var den blot 0,7 %. I løbet af 2021 og især 2022 begyndte inflationen imidlertid at stige kraftigt i først USA og siden Europa, og det forplantede sig til det danske prisniveau. I august 2022 var de danske forbrugerpriser ca. 9 % højere end i august 2021.

## Inflation i verden
I de fleste vestlige lande har der overordnet været det samme billede som i Danmark. Før 2. verdenskrig afløste inflations- og deflationsperioder jævnligt hinanden. Siden 2. verdenskrig har man imidlertid sjældent oplevet deflation (med undtagelse af Japan i 1990'erne), men havde en periode i 1970'erne og 1980'erne med ret høje inflationsrater. Blandt andet som følge af større politisk fokus på at begrænse inflationen blev denne situation afløst af en længerevarende periode med meget moderate inflationsrater, der varede indtil 2021.
Historisk har flere lande oplevet perioder med hyperinflation, dvs. en ekstremt høj inflation, der kommer helt ud af kontrol. I Tyskland oplevede man i 1920'erne et af de værste tilfælde, der er set i nyere tid. Siden da er bemærkelsesværdige tilfælde af hyperinflation forekommet i blandt andet Ungarn, Zimbabwe og Venezuela.
Som det ses af kortet til højre, havde de fleste lande, heraf alle vestlige lande, lave inflationsrater i 2019. I 2021 oplevede USA imidlertid de højeste prisstigninger siden 1980'erne. Inflationen spredte sig til andre lande og blev yderligere forstærket i 2022. De vigtigste årsager til den ret pludseligt opståede inflation var en stor ophobet købekraft blandt husholdningerne, efter at nedlukningerne under coronaviruspandemien var ophævet. Det medførte en meget høj efterspørgsel i økonomien, og den blev yderligere stimuleret af en ekspansiv finans- og pengepolitik. Samtidig var økonomierne præget af et inflationsskabende udbudsstød, da råvarepriserne steg kraftigt som følge af flaskehalse i de globale forsyningskæder efter pandemien. I 2022 blev problemerne yderligere forstærket, især i Europa, da energipriserne steg kraftigt i kølvandet på Ruslands invasion af Ukraine.

## Omkostninger ved inflation
Omkostningerne ved inflation opdeles ofte i forudsete og uforudsete omkostninger, idet de to typer af omkostninger har forskellige (grader af) implikationer.

### Forudset inflation
Forudset inflation skaber forskellige samfundsøkonomiske omkostninger, der dog normalt opfattes som ret beskedne:
- Menuomkostninger[10] er et symbolsk navn for virksomhedernes omkostninger ved at ændre priserne. Billedet er en restaurant, der skal betale for at få trykt nye menukort og prisskilte generelt. Omkostninger som disse, der medfører en ekstra omkostning for virksomhederne, kan også bevirke, at ikke alle ændrer priser samtidig eller særlig ofte. Det kan medføre, at de relative priser mellem de forskellige varer bliver forskudt, hvilket påvirker markedsmekanismerne.[1] Internettets indtog kan dog betyde, at det med tiden ikke længere vil være lige så omkostningsfuldt at ændre priser.[10]
- Skolæderomkostninger (også kaldet sålelæderomkostninger) er et symbolsk navn for de omkostninger, der er ved at hæve penge. Billedet er, at man hele tiden skal gå i banken, hvorved man slider på skosålerne. Under højere inflationsrater vil man oftere skulle i banken, idet der vil være større alternativomkostninger ved at holde penge. Disse omkostninger ses dog ikke som værende betydelige ved moderate inflationsrater.[9][11]
- Pengenes egenskab som måleenhed bliver forringet, når priserne ændres over tid. Det gør priserne mindre gennemskuelige, hvorved det bliver sværere at vurdere alternative muligheder rationelt.[11] Man kan sammenligne det med det besvær, der troligt ville opstå, hvis en meter skiftede størrelse hvert år, så en meter i 2013 kun svarede til 90 centimeter i 2002.[5]
- Skævvridning af skattesystemet sker, da man typisk beskattes af nominel kapitalindkomst. Da noget af den nominelle kapitalindkomst kun er kompensation for den forringede købekraft, vil beskatningen af det reale afkast blive for høj ved positive inflationsrater, medmindre man tager hensyn til dette ved at beskatte kapitalindkomsten med en tilsvarende lavere sats. Dette er en vigtig del af baggrunden for, at kapitalindkomst i Danmark i en række tilfælde beskattes lavere end arbejdsindkomst

### Uforudset inflation
Uforudset inflation er generelt en større omkostning for samfundet end forudset inflation.
- Forholdet mellem kreditor og debitor skævvrides, da debitor ved højere inflation end forventet pludselig realt skal betale mindre tilbage. Der sker altså en arbitrær omfordeling mellem kreditorer og debitorer. Det samme vil være tilfældet, hvis inflationen pludselig bliver lavere end forudset, da lånet blev indgået.
- Høj inflation er typisk også ensbetydende med svingende inflation. Svingende inflation er et problem, da folk er risikoaverse. Det vil derfor generelt hæmme økonomiske aktiviteter, der finder sted over tid, som investeringer og opsparing.

## Fordele ved inflation
Givet de ovennævnte ulemper kan man spørge, hvorfor verdens centralbanker ikke alle forsøger at holde et inflationsniveau på 0 %. Svaret er, at der også er nogle fordele ved (en ikke for høj) inflation:
- Den "smører" hjulene på arbejdsmarkedet ved at gøre det lettere at foretage en tilpasning, der kræver en lavere realløn. Derved kan ledighed undgås og lavkonjunkturer mindskes.
- Centralbanker fører typisk ekspansiv pengepolitik ved at sænke renten. Renteniveauerne kan imidlertid generelt ikke sænkes til negative niveauer. Pengepolitik mister dermed sin evne til at stimulere økonomien, når den nominelle rente er tæt på nul, hvilket kaldes likviditetsfælden. Et vist inflationsniveau vil medføre højere nominelle renter for en given realrente og dermed mindske faren for, at økonomien havner i en likviditetsfælde.
- På grund af forskellige opgørelsesmæssige problemer vil den officielle stigning i forbrugerprisindekset typisk overdrive de reelle prisstigninger i økonomien en anelse. Det skyldes ikke mindst, at det er svært at korrigere helt korrekt for kvalitetsændringer. En centralbank, der styrer efter et forbrugerprisindeks, kan tage højde for dette ved at sætte sit officielle inflationsmål en smule højere end den prisstigningstakt, der reelt ønskes. For USA er det blevet beregnet, at forbrugerprisindekset overvurderer de årlige prisstigninger med mellem ½ og 0,85 pct.point om året, afhængigt af, om forbrugerprisindekset beregnes som et kædeindeks (hvor basisåret udskiftes hvert år) eller ikke.[15]

## Optimal inflation
Det optimale inflationsniveau er dermed det niveau, der afbalancerer ulemperne og fordelene ved inflation bedst muligt. En række økonomer anslår, at dette niveau vil ligge mellem 1 og 4 % årlig inflation. Problemstillingen er et eksempel på de mange vigtige afvejninger eller trade-off, der er i den økonomiske politik.